# 結城市立結城中学校
結城市立結城中学校（ゆうきしりつ ゆうきちゅうがっこう）は、茨城県結城市小田林にある公立中学校。略称は結中（ゆうちゅう）。

## 概要
戦後の学制改革によって開校した、70年以上の歴史を持つ中学校である。城南小学校・城西小学校・結城西小学校の3校を学区としている。
生徒数は、2023年度は643人で市内3校の中では最も多く、各学年6学級編成となっている。全体の生徒数は過去10年間においては横ばいで推移しているが、特別支援生徒は増加傾向にあり、2022年度には58人を記録した。
校歌は塚本勝義が作詞し、江口夜詩が作曲した。歌は3部で構成され、「筑波山」や「鬼怒川」が登場する。

## 沿革
第二次世界大戦後の1947年、学制改革により新制中学校が結城町にも設置されることになり、町は設置協議会に代わって新学制実施準備委員会を設置した。同年4月23日、周辺自治体から少々遅れをとる形で開校にあたっての協議がまとまり、同年5月3日に開校することになった。5月3日、「結城町立結城中学校」として結城小学校（結城1927番地）に併設する形で開校した。生徒933人は、暫定的に小学校の教室16室を借用して授業を開始した。
開校して間もない1947年8月、県より中学校施設の建設を促され、町は結城中学校建設協力委員会（のちに中学校建設期成同盟会に改組）を立ち上げた。同会の長を務める町長は、立地よりも広大な敷地を重視したため、町の西はずれにある日本気化器結城工場の跡地を選定した。山林や工場などを含む約7万平方メートルを買収し、翌1948年5月から工事に着手した。工事は2期に分けて行い、第1期では約700坪の改築や既存の建物を教室へ改造し、第2期では新たに校舎2棟を建設した。工事は1950年7月に完了したが、同年は焼失した町役場の再建で町の財政は逼迫されていたため、工事にかかった1687万円のうち、900万円は町民からの寄付で賄った。

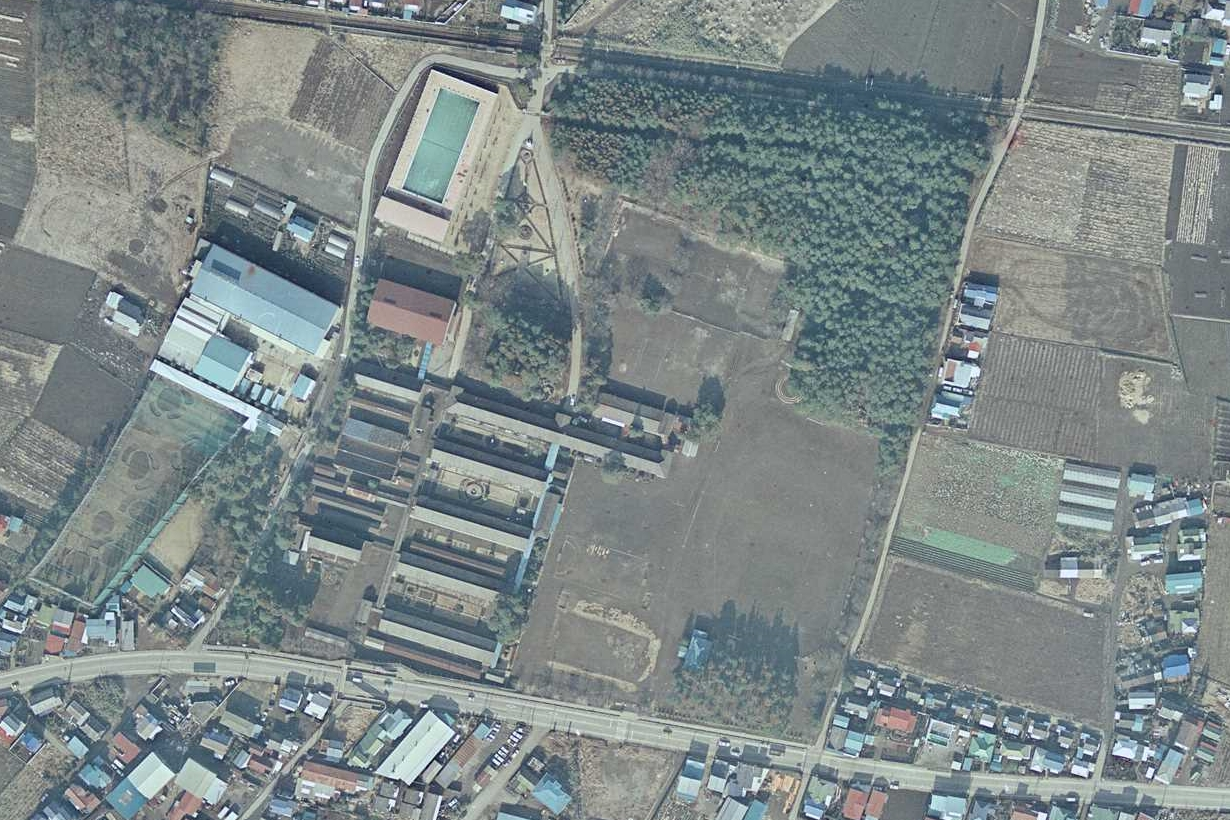
旧校舎時代の空中写真（1974年12月）

現在地への移転後、1951年に校歌を、翌1952年には校旗を制定し、1954年には結城町とほか3村が合併して結城市となり、「結城市立結城中学校」と校名を改めた。

### 年表
- 1947年（昭和22年）5月3日 - 「結城町立結城中学校」として、結城小学校に開校[7]。
- 1948年（昭和23年）11月26日 - PTAを結成[1]。
- 1949年（昭和24年）4月7日 - 現在地に校舎を落成し、移転[1]。
- 1951年（昭和26年）11月16日 - 校歌発表音楽会を開催[1]。
- 1952年（昭和27年）10月9日 - 校旗樹立式を開催し、校旗を制定[1]。
- 1954年（昭和29年）3月15日 - 町村合併に伴い、「結城市立結城中学校」に改称[1]。
- 1955年（昭和30年）4月1日 - 特殊学級（現：特別支援学級）を開設[1][12]。
- 1958年（昭和33年）7月2日 - 講堂を落成[1]。
- 1963年（昭和38年）
  - 完全給食を開始[13]。
  - 11月14日 - 第11回統計図表全国コンクール中学生の部にて特選を受賞[1]。
- 1964年（昭和39年）6月13日 - 新生の池（観察池）を設置[1]。
- 1966年（昭和41年）
  - 3月1日 - 薫風園を設置[1]。
  - 3月20日 - 南校舎を落成[1]。
- 1969年（昭和44年）11月5日 - この日（11月5日）を創立記念日に制定[1]。
- 1972年（昭和47年）2月28日 - 公認の50mプールを落成[1]。
- 1973年（昭和48年）5月25日 - 給食センターからの給食提供を開始[1]。
- 1977年（昭和52年）4月6日 - 落成した新校舎へ移転[1]。
- 1978年（昭和53年）2月11日 - 同窓会を発足[1]。
- 1981年（昭和56年）8月27日 -  NHK全国学校音楽コンクールにて最優秀賞を受賞[1]。
- 1982年（昭和57年）3月10日 - 屋内運動場を落成[1]。
- 1987年（昭和62年）
  - 4月1日 - 結城東中学校が独立開校[1]。
  - 12月25日 - 武道場を落成[1]。
- 1988年（昭和63年）3月17日 - 第1回全日本人文字コンテストで優勝[1]。
- 2014年（平成26年）8月 - 技術棟を解体[1]。

## 部活動

### 運動部
- 陸上部
- 野球部
- 女子ソフトボール部
- サッカー部
- ソフトテニス部（男女別）
- バスケットボール部部（男女別）
- バドミントン部（男女別）
- 卓球部令和7年度より男女別ではなくなった。
- 剣道部
- 柔道部
- スキー部
- 水泳部

### 文化部
- 吹奏楽部
- 美術部
- パソコン部
- 家庭部

出典：

## 施設概要
主な施設を掲載。面積は延床面積を記載。
- 校舎
  - 管理棟（6,684 m2） - 1977年竣工の鉄筋コンクリート造4階建て[2][1]。清水建設が施工した[15]。
  - 特別棟（3,197 m2） - 1977年竣工の鉄筋コンクリート造4階建て[2][1]。清水建設が施工した[15]。
- 屋内運動場（1,842 m2） - 1982年竣工の鉄骨造2階建て[2][1]。
- 武道場（584 m2） - 1987年竣工の鉄骨造平屋建て[2][1]。
- プール - 1972年に竣工した50mプール。1992年3月に大規模改修工事を施している[1]。
- 校庭
- テニスコート

上記施設のうち、老朽化が特に進行している管理棟と特別棟は大規模改修工事を行う予定である。

## 学区
- 結城市
  - 下り松、辻堂、城之内、新福寺、新福寺1丁目 - 6丁目、中央町1・2丁目、城南町1・2丁目、下り松3・4・6丁目、繁昌塚、大橋町、富士見町、富士見町3・4丁目、川木谷、川木谷1・2丁目、みどり町1・2丁目、立の山東、立の山西、立の山南、立の山北、本田、上海道上の宮、逆井、五助、四ッ京、公達、作の谷、下の宮、仁軒地、西仁軒地、善長寺、猿内、黒田、古新田、寺内、片蓋

出典：

## 進学前小学校
原則として下記3校の児童は結城中学校へ進学することになっているが、事情によっては他校への進学も認められている。
- 結城市立城南小学校（結城市城南町）
- 結城市立城西小学校（結城市大字結城）
- 結城市立結城西小学校（結城市大字結城）

出典：

## アクセス

### 鉄道
- 東日本旅客鉄道（JR東日本）水戸線 - 小田林駅から徒歩すぐ

### バス
- 「結城中学校南（大木医院）」バス停（結城市内巡回バス）から徒歩すぐ

## 周辺
- 株式会社ナガワ結城工場
- 小田林駅
- 結城市立結城西小学校

## 著名な出身者
- 大嶋宏成 - プロボクサー[16]
- 神永圭佑 - 俳優[17]
- 小林美江 - 女優[18]
- 中山由起枝 - クレー射撃選手。2015年度から2019年度まで、女子ソフトボール部の外部コーチを務めていた[19]。